# Scarus dubius
Scarus dubius är en fiskart som beskrevs av Bennett 1828. Scarus dubius ingår i släktet Scarus och familjen Scaridae. IUCN kategoriserar arten globalt som livskraftig. Inga underarter finns listade i Catalogue of Life.